# Porto Canal
Porto Canal és un canal de televisió regional portuguès dedicat a la regió del Nord, Porto. Obrí les portes per primera vegada l'any 2011, amb una informació esportiva dedicada exclusivament al Futebol Clube do Porto, qui n'és a més el copropietari. Es pot veure únicament per cable i es tracta d'un dels únics canals de televisió regionals existents a Portugal.

## Programes principals
- À Conversa com Ricardo Couto (programa d'entrevistes)
- As meninas do Mingos (cultural)
- Caminhos da História (cultura/història)
- Cinema Batalha (divulgació de la graella)
- Clube de Cozinheiros (culinari)
- Consultório (salut)
- Destino Norte (cultura/regional)
- Jornal Diário (notícies)
- Mentes que Brilham (programa d'entrevistes)
- Net Diário (interactiu)
- Notícias às 17 (informació)
- Notícias às 18 (informació)
- Notícias às 19 (informació)
- Pólo Norte (debat)
- Parlamento da Região (debat)
- Ponto Cardeais (cultura)
- Porto Alive! (programa d'entrevistes)
- Radioativo (musical)
- Saúde no Tacho (culinari)
- Territórios (cultural)
- Testemunho Directo (interactiu)
- Último Jornal (notícies)